# Narellina tintinara
Narellina tintinara är en insektsart som först beskrevs av Otte, D. och R.D. Alexander 1983.  Narellina tintinara ingår i släktet Narellina och familjen syrsor. Inga underarter finns listade i Catalogue of Life.